# عز الدين بلحسن
عز الدين بلحسن، ولد يوم 28 فيفري 1950 وتوفي يوم 13 جانفي 1974، لاعب كرة قدم تونسي.

## سيرته
شاغلا مركز وسط الميدان في النادي الإفريقي، استعد ليقوم بواحدة من أفضل المسيرات الكروية في كرة القدم التونسية، بفضل خصائصه الفنية والبدنية. تحصل على لقب أفضل لاعب ناشئ في تونس سنة 1968 وأصبح بعد سنتين أساسيا.لكنه ابتعد عن كرة القدم موسم 1971-1972. عند العودة في السنوات الموالية، أراد أن يعوض الوقت الضائع وقام بجهد كبير لتقليص الوزن واستعادة الجاهزية. لكن وفاته كانت مفاجئة، اليوم السابق لنهائي الكأس المغاربية للأندية البطلة سنة 1974، مختتما مسيرته وتاركا أصدقاءه في حداد. رغم ذلك فازوا باللقب كي يهدوه إليه.

## إنجازات
- كأس تونس: 1972
- الكأس المغاربية للأندية الفائزة بالكؤوس: 1972
- بطولة تونس للناشئين: 1967